# HyperCard
HyperCard是一套爲蘋果Mac和Apple IIGS電腦開發的應用程序和編程工具。在萬維網出現之前，它是最成功的超媒體系統之一。
HyperCard融合了數據庫功能和一套圖形化、可擴展、可編輯的介面，同時還包括一種名叫HyperTalk的編程語言，用來操控數據和介面。簡單的表單形式介面，數據庫功能，容易上手的編程功能——這些特點令HyperCard在各種場合得到了廣泛運用。有些用戶用HyperCard進行快速應用程式開發，有些用它來構建無需數據庫的互動程序、指令系統，或是設計各種展示場景。HyperCard啟發了沃德·坎宁安發展出Wiki。
HyperCard於1987年發佈，售價49.95美元。當年所有新的Mac電腦都會隨機附送HyperCard。2004年3月，HyperCard的銷售終止，不過在那之前它已經多年未被更新。

## 簡介

### 設計

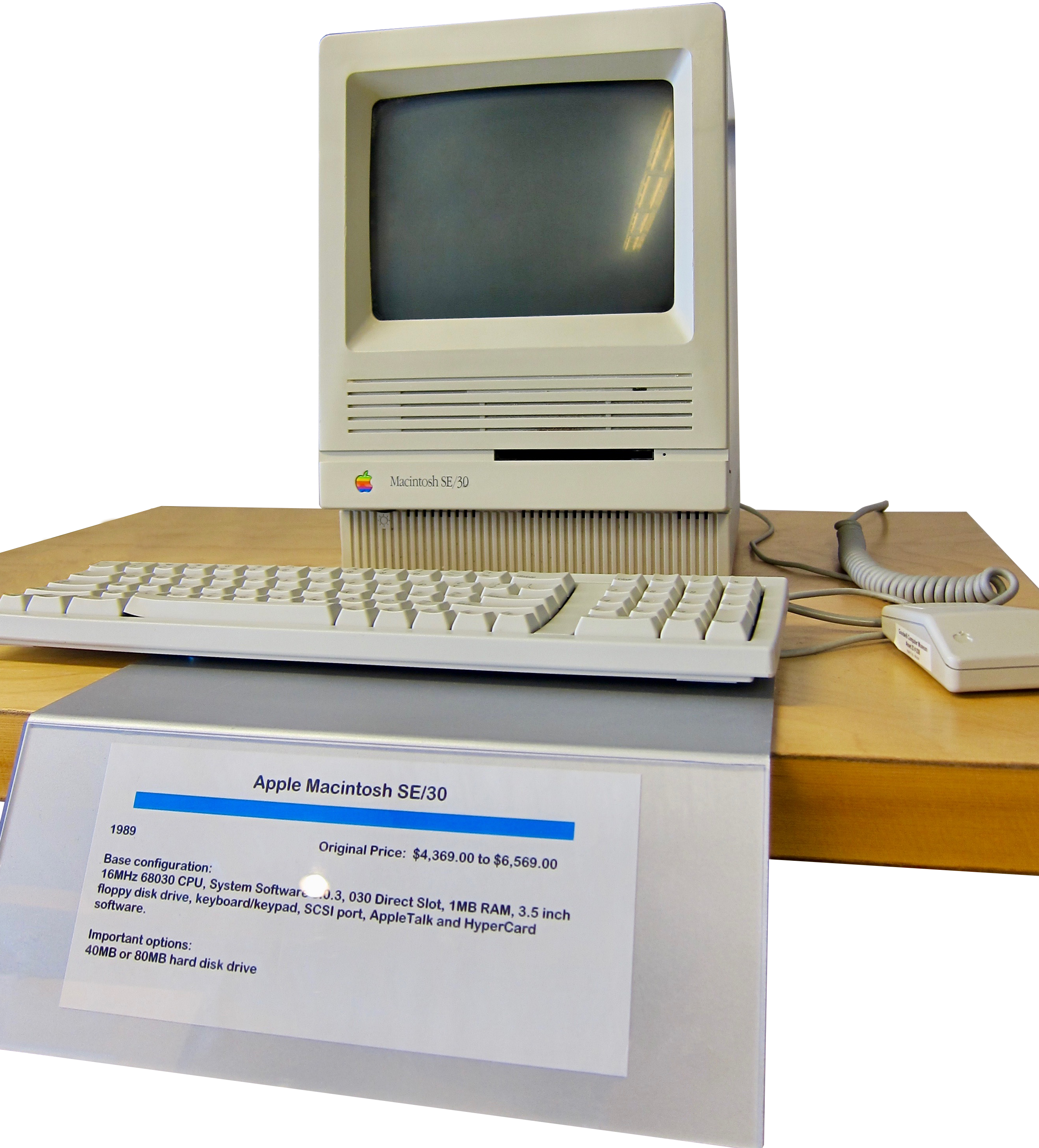
Apple Macintosh SE／30是運行HyperCard程式的電腦其中之一。

HyperCard的設計概念源於「一『疊』虛擬『卡片』」。卡片中包含數據，每張卡片中有幾件互動物件，包括文字框，複選框（checkbox），按鈕和其它的常見圖形介面元素。用戶通過內建的導航系統、強大的搜索功能或是自己寫的腳本去翻動一張張卡片，實現對整疊卡片的「瀏覽」。
用戶可以新建一疊卡片，也可以向現有的一疊增添新卡片。HyperCard的互動排版引擎可讓用戶以簡單的拖拽操作爲卡片添加圖形介面元素。此外，HyperCard還包括被稱作「背景」（Background）的卡片模板。創建新卡片時可以將這些背景卡片中的物件一次性全部拷貝到新卡片中，如此，便可方便地創建一疊擁有共同版式和功能的卡片。這套排版引擎在概念上與當年多數快速應用程式開發環境（例如Borland Delphi、 Visual Basic以及Visual Studio）中的「form」類似。

### HyperTalk
HyperTalk是HyperCard內置的面向對象的編程語言。對象存在於一個訊息路徑層級當中，可以用戶或系統生成的信息（例如定時器）觸發。每個對象都會繼承它們上面的層級的屬性。HyperCard環境決定了HyperTalk對象的類，但用戶也可以通過外部模塊添加新類。HyperTalk的語法接近自然語言，故容易上手，可讀性也較高。HyperTalk的代碼被稱作「腳本」（scripts），對於編程新手，這個詞聽上去比較不會讓人害怕。

## 歷史
HyperCard的創造者是比爾·艾金森。開發工作始於1985年，最初的名字叫WildCard。1986年，Dan Winkler開始寫HyperTalk，同時由於商標註冊的衝突，產品的名字改為HyperCard。1987年8月，HyperCard發佈。根據當時的約定，艾金森願意將HyperCard交給蘋果發佈，條件是所有Mac必須隨機附送。蘋果把發佈HyperCard的時間定在了那一年波士頓的Macworld大會，以取得最高的曝光率。HyperCard一夜爆紅。很多從來不覺得自己能學會編程的人開始用它做各種自動化和原型設計工作，這一點連它的創造者都感到驚訝。
蘋果似乎一直搞不清楚HyperCard的目標市場和目標用戶。項目經理發現公司內外都有很多人用它。各種錯誤報告和功能建議從四面八方湧來，由此可知用戶羣之廣泛。由於HyperCard隨Mac附送，公司內部不確定是否應該投入太多資源去改進它。蘋果以及HyperCard的主力開發者很清楚，這套軟件為用戶賦予了非常強大的能力，可能會影響蘋果自己的盒裝軟件的銷量。

## 應用實例
HyperCard推出後被用來進行各種超文本開發或藝術創作。在PowerPoint出現之前，HyperCard經常被用來做講演時的視覺輔助材料。人們用HyperCard開發過簡單的數據庫，冒險類遊戲，以及教學輔助工具。它也被用來設計軟件原型，有時甚至一個軟件的1.0版本都是用它做的。在蘋果公司內部，QuickTime團隊是HyperCard的最主要用戶之一。
不少商業軟件都是用HyperCard寫成，最有名的或許是互動遊戲迷霧之島的第一個版本，Voyager Company的多媒體電子書，以及貝多芬《第九交響樂》、披頭四《A Hard Day's Night》的多媒體CD-ROM。

## 影響
透過對羅伯特·卡里奧（協助提姆·柏內茲-李開發第一個網頁瀏覽器）的影響，HyperCard在1990年底影響了全球資訊網的發展。儘管HyperCard並沒有在互聯網上運行，到1988年，至少有300個卡片堆疊可以從商用CompuServe網絡（尚未連接到官方互聯網）上公開下載，系統可以將使用者電腦上的電話號碼連接在一起並使其能夠在沒有數據機的情況下撥號。從某種意義上來說，就像全球資訊網一樣，它確實形成了一個類似於大腦的基於關聯或連結的資訊瀏覽體驗，儘管不是透過TCP/IP協議進行遠端操作。像全球資訊網一樣，它也允許連接許多不同類型的媒體。

## 類似系統
- HyperStudio（页面存档备份，存于）：類似產品，教育者愛用。
- PythonCard（页面存档备份，存于）：Python寫的HyperCard。開放原始碼。
- SuperCard（页面存档备份，存于）：早期的HyperCard克隆。支援目前Mac功能以及多媒體。可匯入HyperCard堆疊。